# Mark Haskins
 (février 2025).
Motif : pas de source centrée, Pas sûr de la notoriété
- Archive Wikiwix
- Bing
- Cairn
- DuckDuckGo
- E. Universalis
- Gallica
- Google
- G. Books
- G. News
- G. Scholar
- Persée
- Qwant
- (zh) Baidu
- (ru) Yandex
- (wd) trouver des œuvres sur Wikidata

| 1. | Préciser le motif de la pose du bandeau. | Précisez le motif de la pose du bandeau en utilisant la syntaxe suivante : {{admissibilité à vérifier\|date=mars 2025\|motif=remplacez ce texte par le motif}}                    |
| 2. | Informer les utilisateurs concernés.     | Pensez à avertir le créateur de l'article, par exemple, en insérant le code ci-dessous sur sa page de discussion : {{subst:avertissement admissibilité à vérifier\|Mark Haskins}} |

Pour les articles homonymes, voir Haskins.
Mark Haskins (né le 25 juin 1988 à Oxford) est un Catcheur professionnel. Il est notamment connu pour avoir travaillé au sein de la Dragon Gate et de la Total Nonstop Action Wrestling.

## Carrière

### Début (2006-2007)
Il débute à la FWA Academy, une fédération de Portsmouth, le 22 juillet 2006 où avec Tommy Langford il remporte un match par équipe face à Mark Sloan et Ollie Burns.

### Total Nonstop Action Wrestling (2011-2012)
Lors de Destination X (2011), il perd contre Douglas Williams.

### PROGRESS Wrestling (2013-...)
Lors de PROGRESS Chapter 36: We're Gonna Need A Bigger Room ... Again, il bat Marty Scurll et Tommy End dans un Three Way Match et remporte le PROGRESS World Championship.
Le 27 août 2018 lors de Chapter 75, il perd contre Tyler Bate.
Le 30 septembre lors de Chapter 76, il bat Matt Riddle.

### Retour sur le Circuit Indépendant Britannique (2012-...)
Le 7 juillet 2016, lors d'un show de la 4 Front Wrestling, il perd contre Kotarō Suzuki et ne remporte pas le Wrestle-1 Cruiser Division Championship.
Le 28 avril 2018, lui et Jimmy Havoc perdent les Defiant Tag Team Championship contre Aussie Open (Kyle Fletcher et Mark Davis).
Le 19 août 2018 lors de ROH Honor Re-United Day 3, il perd contre Jay Lethal et ne remporte pas le ROH World Championship.

### Ring Of Honor (2018-2021)
Lors de Best In The World 2019, Lui, Tracy Williams et PJ Black perdent contre Villain Enterprises (Brody King, Marty Scurll et PCO) et ne remportent pas les ROH World Six-Man Tag Team Championship.
Lors de Gateway To Honor 2020, il perd contre Rush dans un Three Way Match qui comprenaient également PCO et ne remporte pas le ROH World Championship.

## Palmarès
- 4 Front Wrestling

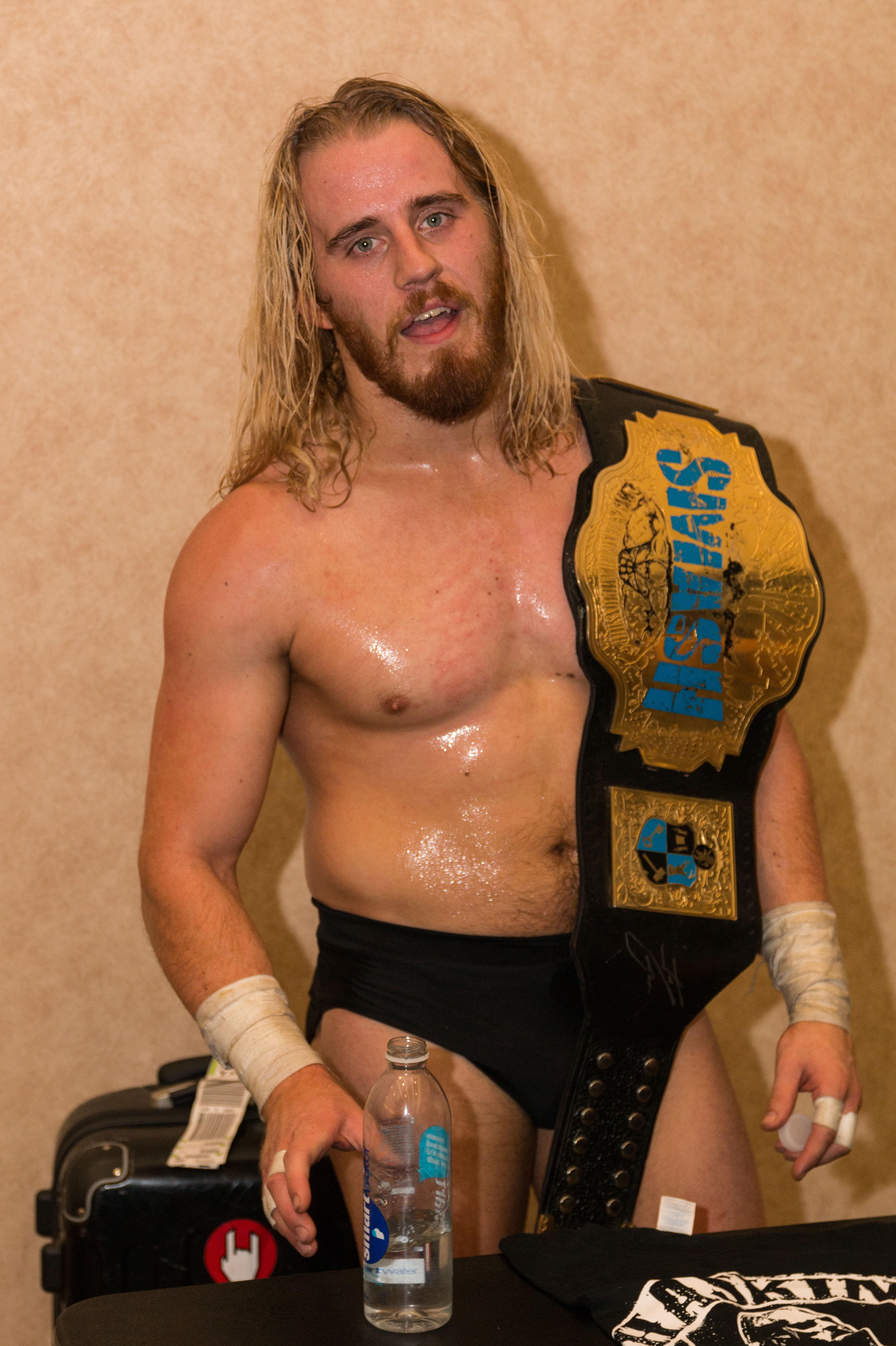
Haskins posant avec le Smash Wrestling Championship

  - 1 fois 4FW Junior Heavyweight Championship

- Defiant Wrestling
  - 1 fois Defiant Tag Team Championship avec Jimmy Havoc

- International Pro Wrestling : United Kingdom[1]
  - 1 fois IPW:UK British Tag Team Champion avec Joel Redman

- New Generation Wrestling[1]
  - 1 fois NGW Heavyweight Champion

- Premier Promotions[1]
  - 1 fois PWF Tag Team Champion avec Mark Sloan

- PROGRESS Wrestling
  - 1 fois Progress World Championship
  - 1 fois Progress Tag Team Championship avec Jimmy Havoc
  - 1 fois Smash Wrestling Championship (actuel)[12]
  - Thunderbastard (2015)

- Real Quality Wrestling[1]
  - 2 fois RQW Cruiserweight Champion
  - 1 fois RQW Tag Team Champion avec Joel Redman

- Southside Wrestling Entertainment[1]
  - 1 fois SWE Heavyweight Champion

## Récompenses des magazines
- Pro Wrestling Illustrated

| Année | 2012 | 2013 | 2014 à 2015 | 2016 | 2017 | 2018 | 2019 | 2020 | 2021       | 2022 |
| ----- | ---- | ---- | ----------- | ---- | ---- | ---- | ---- | ---- | ---------- | ---- |
| Rang  | 181  | 327  | Non classé  | 240  | 43   | 148  | 155  | 136  | Non classé | 141  |